# Seycellesa
Seycellesa is een monotypisch geslacht van spinnen uit de  familie van de Theridiidae (kogelspinnen).

## Soort
- Seycellesa braueri Simon, 1898